# Bob Ross (Dirigent)

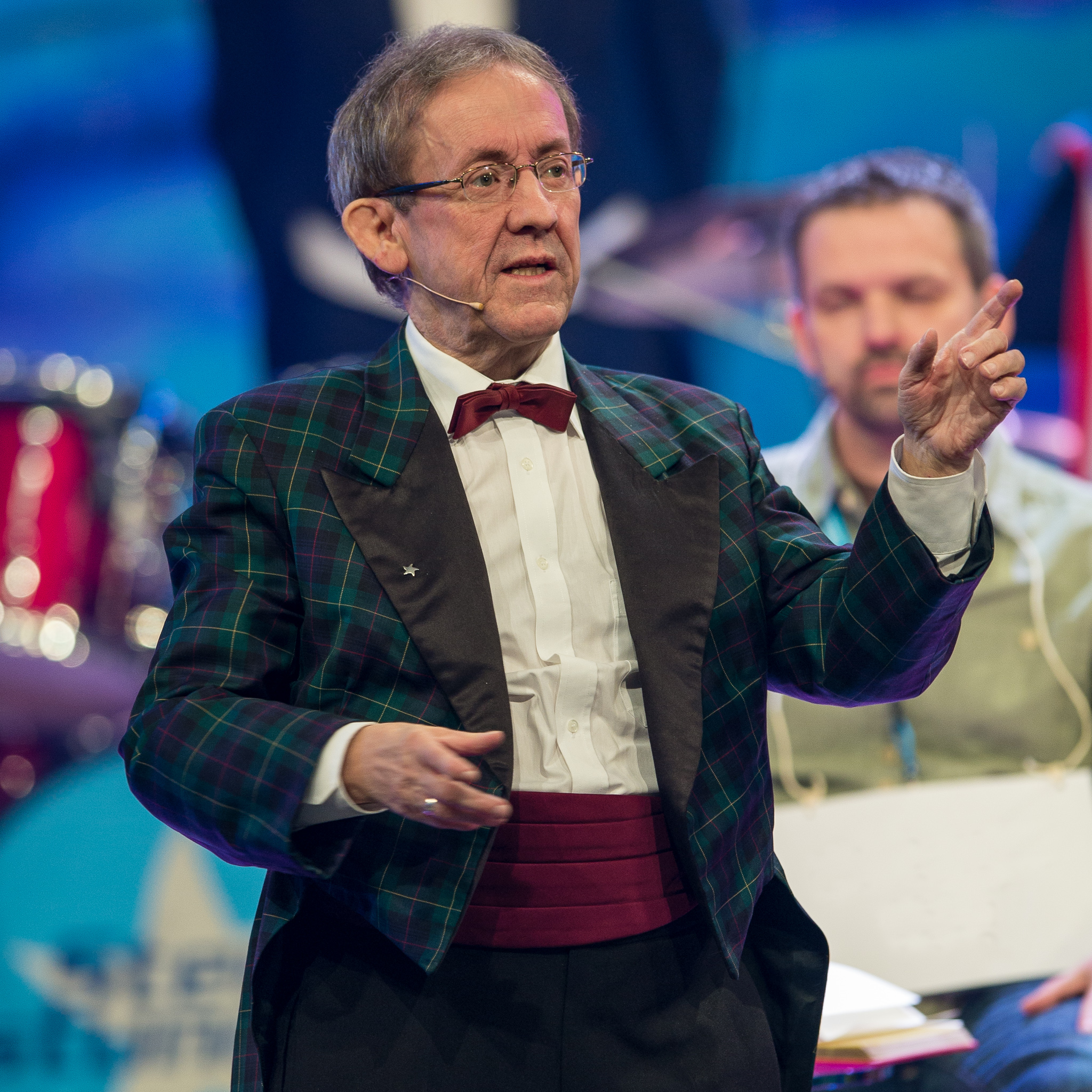
Bob Ross – 2015

Bob Ross (* 25. April 1954 in Kirkcaldy, Schottland) ist ein schottischer Hornist der Münchner Philharmoniker, Dirigent, Entertainer, Moderator sowie Gründer des Ensembles „Blechschaden“.

## Werdegang

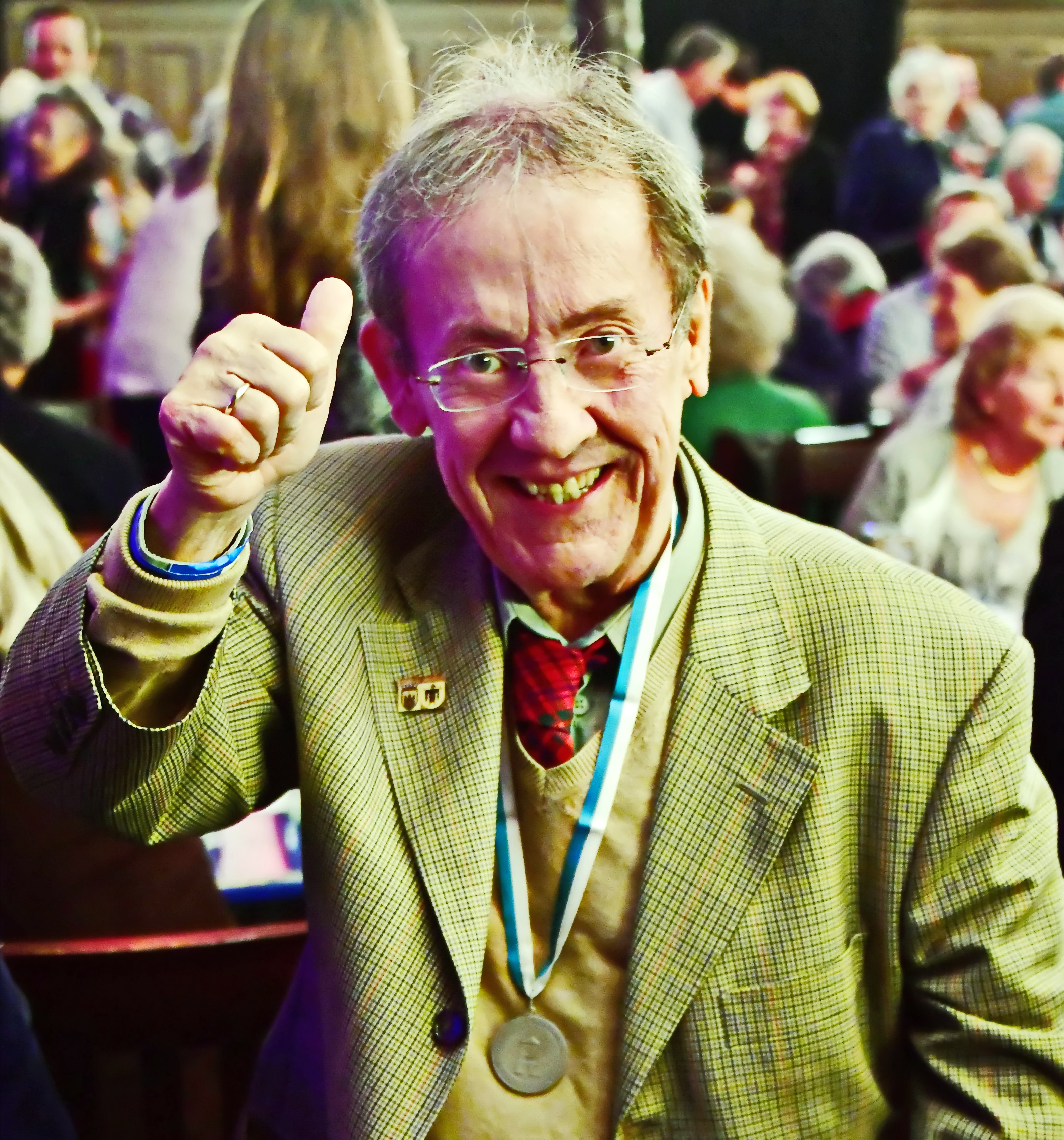
Bob Ross mit dem Bayerischen Poetentaler

Erste musikalische Erfahrungen sammelte der junge Bob Ross in seiner Heimatstadt als Mitglied verschiedener Brassbands, bevor er schließlich sein Musikstudium am Royal College of Music in Glasgow aufnahm. Dort lernte er Horn spielen und erhielt den Dirigier- und Kompositionspreis. Als Stipendiat des Deutschen Akademischen Austauschdienstes (DAAD) beendete Ross seine Ausbildung an der Musikhochschule in Köln, bevor er 1975 sein erstes Engagement als Hornist am Hessischen Staatstheater Wiesbaden erhielt. Nach einem kurzen Zwischenspiel beim Philharmonischen Orchester Essen landete der Schotte schließlich 1979 bei den Münchner Philharmonikern unter Sergiu Celibidache.
1985 rief er das Ensemble Blechschaden ins Leben. Unter seinen Musikerkollegen fand er elf Gleichgesinnte, die sich für Brassmusik interessierten. Was als musikalischer Freizeitspaß begann, entwickelte sich im Laufe der Jahre zu einem erfolgreichen Nebenjob mit etwa 50 Auftritten pro Jahr. Dafür mussten selbst die Bayreuther Festspiele, in deren Orchester er zwischen 1981 und 1986 spielte, auf Bob Ross verzichten. Konzerte von Blechschaden zeichnen sich durch die Verschmelzung von E- und U-Musik aus und sind durch den Humor und die energiegeladene Bühnenpräsenz ihres Dirigenten geprägt. Bereits zweimal, 1999 und 2002, erhielten Bob Ross und Blechschaden den begehrten Echo Klassik für ihre CDs Brassomania und Blechschaden in Blech. 2007 kehrte er im Rahmen des Bayreuther Osterfestivals in die Wagner-Stadt zurück. Unter seiner musikalischen Leitung trat das Festival-Brass der Internationalen Jungen Orchesterakademie im Markgräflichen Opernhaus auf.
Seit 9. Januar 2011 präsentiert Bob Ross jeden Sonntagabend die Sendung Musikgeschichte(n) mit Bob Ross – Von der Knochenflöte bis zur Rockmusik auf BR-alpha, in der er die Zuschauer unterhaltsam durch die (europäische) Musikgeschichte führt.
2018 wurde er mit dem Bayerischen Poetentaler ausgezeichnet.

## TV-Dokumentation
- Lebenslinien: Schotte mit Blechschaden; von Thomas Füting, Bayerisches Fernsehen, Erstausstrahlung 2008.